# George Forrest (musiker)
George Forrest Chichester, Jr., även känd som Chet Forrest, född 31 juli 1915 i Brooklyn, New York, död 10 oktober 1999 i Miami, Florida, var en amerikansk sångtextförfattare, kompositör, dirigent och musiker (piano). Han skrev sånger till filmer och musikaler och samarbetade ofta med Robert Wright. Till deras mest kända sånger hör "Strangers in Paradise" och "Baubles, Bangles and Beads", båda ursprungligen från musikalen Kismet.

## Filmmusik i urval
- 1937 - Maytime
- 1938 - Marie Antoinette
- 1970 - Song of Norway